# Erik Wolpaw
Erik Wolpaw es un guionista de videojuegos estadounidense. Él y Chet Faliszek crearon la web pionera de videojuegos Old Man Murray. Posteriormente trabajó para desarrolladoras de videojuegos como Doble Fine Productions y Valve, donde destacó por su trabajo en los videojuegos Half-Life 2, Psychonauts, Portal, Portal 2 y Half-Life: Alyx.

## Carrera
Como estudiante de secundaria, Wolpaw programó dos juegos para las Atari de 8 bits que Antic publicó en 1983 y 1984. De 1997 a 2002, Wolpaw y Chet Faliszek crearon la web de videojuegos Old Man Murray. También escribió en GameSpot. La web era de mucha influencia en el mundo del periodismo del videojuego.
Posteriormente trabajó en Double Fine Productions como guionista de Psychonauts. En 2006,  ganó el premio de desarrolladores de videojuegos (GDC) por su historia y la colaboración en el diálogo de Psychonauts. En 2004, Wolpaw entró en Valve, donde él y Faliszek contribuyeron en juegos como Half-Life 2: Episodio 1, Episodio 2, Portal y Portal 2. Dejó Valve en febrero de 2017 para participar en Psychonauts 2. En enero de 2019,  confirmó que volvía a Valve a tiempo parcial para participar en Artifact y Half-Life: Alyx.

## Vida personal
En 2004, Wolpaw fue diagnosticado con colitis ulcerosa. Esperando su condición para requerir una salida de la compañía, habló con el director, Gabe Newell, quién le sorprendió ofreciéndole una baja con paga. «Tu trabajo es para mejorar» dijo Newell. «Ese es tu trabajo en Valve, así que ve a casa con tu mujer y vuelve cuando te encuentres mejor.»

## Trabajos
| Año  | Título                  | Créditos    |
| ---- | ----------------------- | ----------- |
| 2005 | Psychonauts             | Colaborador |
| 2006 | Half-Life 2: Episodio 1 | Guionista   |
| 2007 | Half-Life 2: Episodio 2 | Guionista   |
| 2007 | Portal                  | Guionista   |
| 2008 | Left 4 Dead             | Colaborador |
| 2011 | Portal 2                | Guionista   |
| 2018 | Artifact                | Guionista   |
| 2020 | Half-Life: Alyx         | Colaborador |
| 2021 | Psychonauts 2           | Colaborador |